# Stygobromus ephemerus
Stygobromus ephemerus là một loài giáp xác trong họ Crangonyctidae. Chúng là loài đặc hữu của Hoa Kỳ.